# Albert von Le Coq

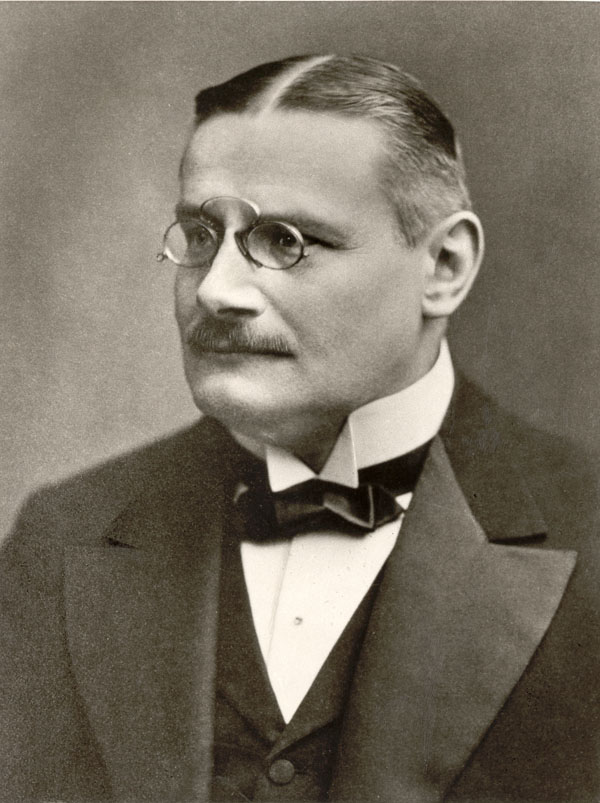
Albert von Le Coq

Albert August von Le Coq, född 8 september 1860, död 21 april 1930, var en tysk orientalist.
Le Coq var ledare för andra och tredje preussiska Turfanexpeditionerna, vilka gjorde mycket viktiga arkeologiska fynd kring städerna Turpan (Turfan) och Kuchar (Kuche) i Xinjiang-regionen i nordvästra Kina. Materialet överfördes till Museum für Völkerkunde i Berlin, där Le Coq blev chef 1925. 
Bland hans viktigaste arbeten märks Chotscho (1913) och Die buddhistische Spätantike in Mittelasien (7 band, 1922-33). Även som turkolog och etnograf var Le Coq betydande. Bland hans arbeten på detta område märks Sprichwörter und Lieder aus der Gegend von Turfan (1911) och Volkskundliches aus Ostturkistan (1916).